# Bernard Picinbono
Bernard Picinbono est un scientifique français né en 1933 à Alger. Ses travaux scientifiques portent principalement sur la statistique et ses applications en optique, électronique, traitement du signal et automatique.

## Biographie
Il fait ses études secondaires et supérieures à Alger puis à Paris où il obtient l'agrégation de sciences physiques.
Il est professeur agrégé de sciences physiques au lycée d'Alger de 1956 à 1960 puis, après l'obtention du doctorat ès sciences, maître de conférences à la faculté des sciences d'Alger de 1960 à 1965. Il est ensuite nommé professeur à la faculté des sciences d'Orsay. Il est le président de l'université Paris XI de 1970 à 1975, président de SupOptique (Institut d'optique théorique et appliquée) de 1980 à 1990, et directeur général de Supélec de 1990 à 1995. Au début des années 1980, il dirige le DEA d'automatique et de traitement du signal de l'université Paris XI et donne des cours au laboratoire des signaux et systèmes de Supélec. 
Il est professeur émérite à l'Université Paris-Sud et à Supélec.
Bernard Picinbono est président de la Cimade de 1970 à 1983 puis à nouveau de 1997 à 2002.

## Distinctions
- Membre de l'Académie des sciences, élu correspondant en 1983.
- Membre de l'Académie des technologies.
- Lauréat en 1970 de la médaille Blondel décernée par la Société de l'électricité, de l'électronique et des technologies de l'information et de la communication[2]
- Officier de la Légion d'honneur (juillet 2009)
- Officier de l'ordre du Mérite
- Commandeur des Palmes académiques (2008)[3]

## Publications
- Fonctions aléatoires avec André Blanc-Lapierre, collection du CNET chez Masson (1981),  (ISBN 9782225689048)